# Retorbido
Retorbido – miejscowość i gmina we Włoszech, w regionie Lombardia, w prowincji Pawia.
Według danych na rok 2004 gminę zamieszkiwało 1169 osób, 106,3 os./km².